# Vườn Eram
Vườn Eram (tiếng Ba Tư: باغ ارم, Bāgh-e Eram, có nghĩa là Vườn của Thiên Đàng) là một khu vườn Ba Tư, một di tích lịch sử nổi tiếng tại Shiraz, Iran. Nó thuộc về các nhà lãnh đạo của bộ lạc Qashqai trước khi bị chính quyền Trung Ương tịch thu. Khu vườn và tòa nhà bên trong nó nằm ở bờ phía bắc của sông Khoshk thuộc tỉnh Fars. 

## Lịch sử
Cả tòa nhà và khu vườn đều được xây dựng vào giữa thế kỷ thứ 13 bởi Hãn quốc Y Nhi hoặc một thủ lĩnh tối cao của bộ lạc Qashqai của Pars. Tuy nhiên, bố cục ban đầu của khu vườn với cấu trúc Vườn thiên đường Ba Tư bốn tầng rất có thể được xây dựng vào thế kỷ thứ 11 bởi người Seljuk và sau đó được gọi là Bāgh-e Shāh ("Khu vườn hoàng đế" trong Ba Tư). Cornelis de Bruijn là du khách Hà Lan đã viết một mô tả về khu vườn trong thế kỷ 18.
Trong hơn 150 năm, cấu trúc đã được sửa đổi, khôi phục hoặc thay đổi theo nhiều phong cách bởi nhiều nhân vật khác nhau. Đó là một trong những tài sản của gia đình quý tộc Shiraz Qavami. Tòa nhà hướng về phía nam dọc theo trục dài của nó. Nó được thiết kế bởi một kiến trúc sư địa phương tên là Haji Mohammad Hasan. Cấu trúc chứa 32 phòng trên hai tầng nhà, được trang trí bằng gạch với những bài thơ của nhà thơ Hafez viết trên đó. Và nó đã trải qua sự đổi mới trong triều đại nhà Zand và Qajar.
Năm 1965, đại sứ Anh tại Iran là Denis Wright được giám đốc Đại học Shiraz Asadollah Alam mời đến một bữa tiệc trong Vườn Eram dành cho Công chúa Alexandra của Oglivy. Tổ hợp vườn này được bảo vệ bởi Đại học Pahlavi trong thời kỳ Pahlavi, và được sử dụng làm Khoa Luật. Tòa nhà cũng nằm trong Viện Châu Á.
Ngày nay, nó vẫn còn là một tài sản của Đại học Schiraz, và là một bảo tàng mở cửa cho công chúng. Khu vườn hiện được Tổ chức Di sản Văn hoá Iran bảo vệ và là một phần của di sản thế giới vườn Ba Tư được UNESCO công nhận vào năm 2011.

## Hình ảnh

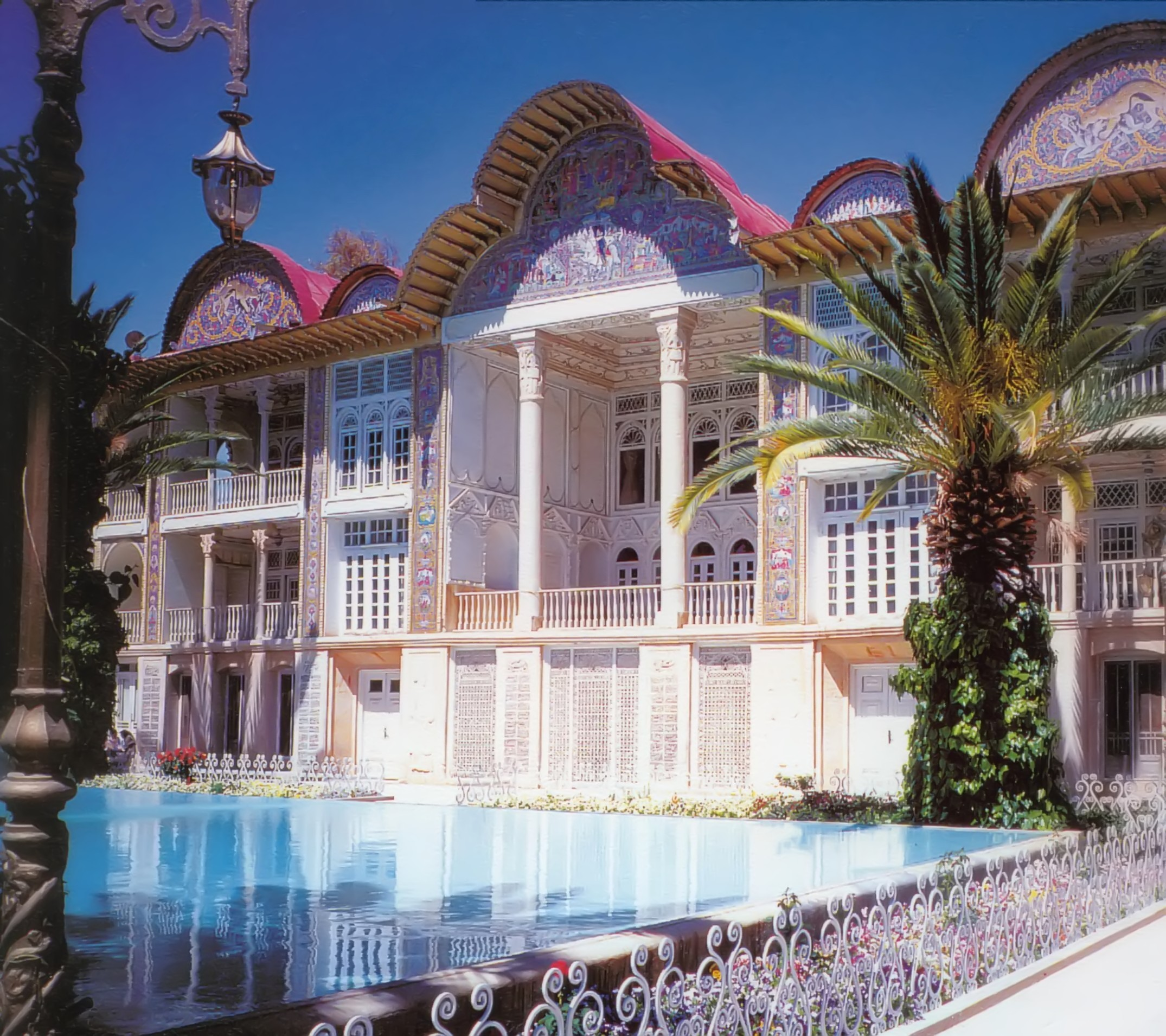
Nhà Qavam trong vườn Eram
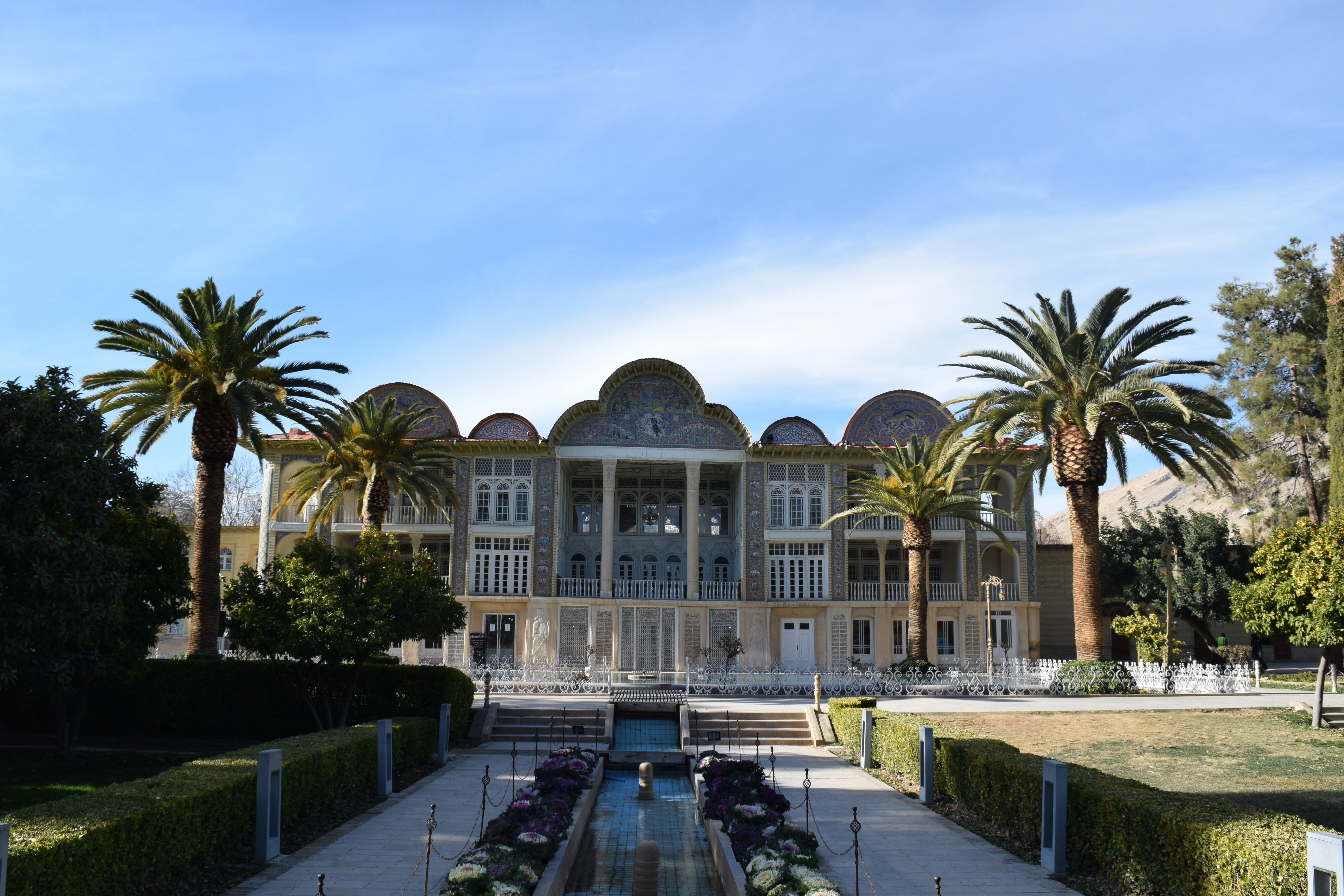
Tầm nhìn rộng của tòa nhà
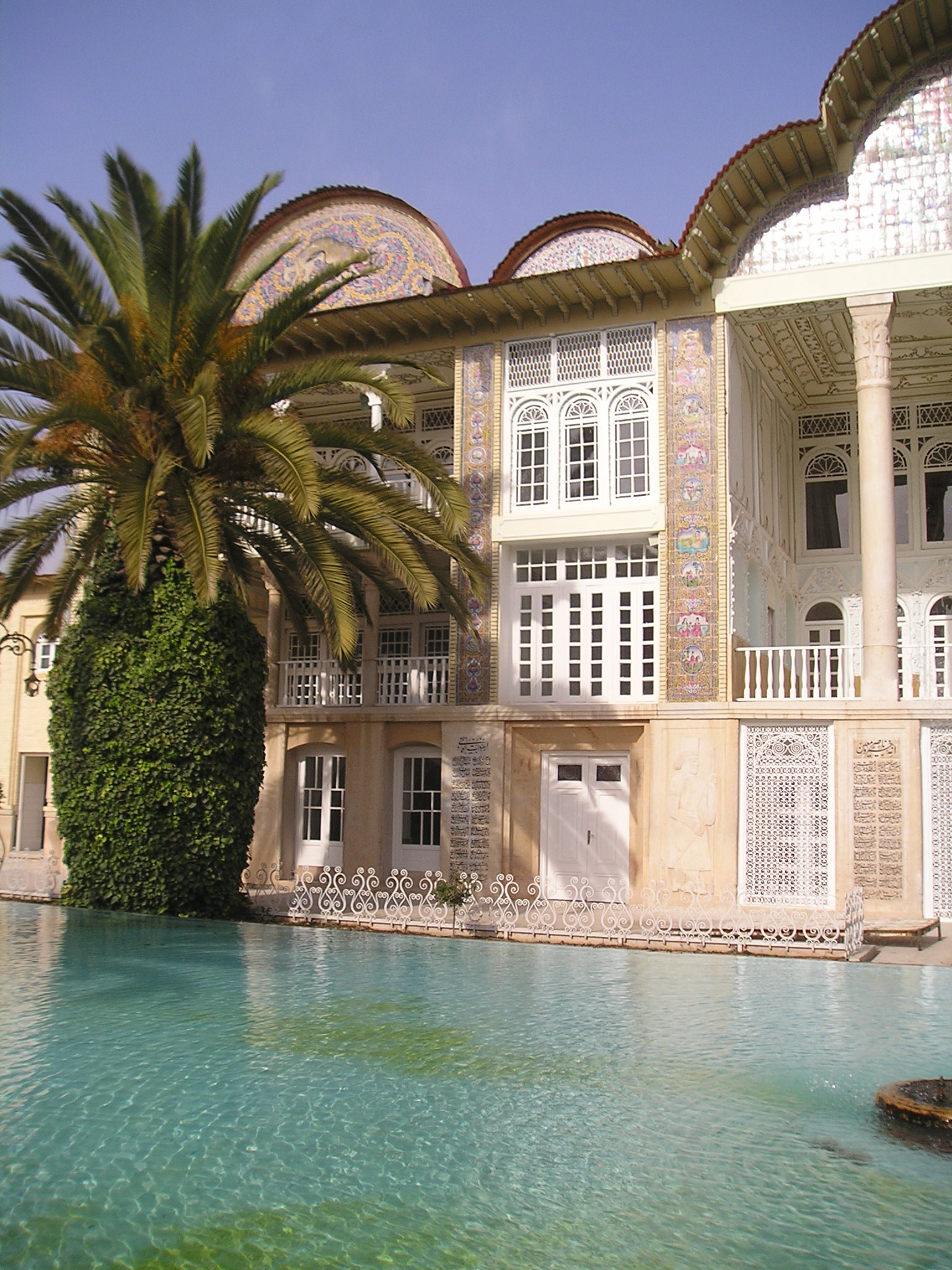
Hồ và cây chà là tại vườn Eram